# 21. december
21. december je 355. dan leta (356. v prestopnih letih) v gregorijanskem koledarju. Ostaja še 10 dni.

## Dogodki
- 69 – Vespazijan postane rimski cesar
- 1781 – Jožef II. Habsburško-Lotarinški izda patent o verski toleranci
- 1867 – v avstrijskem delu Avstro-Ogrske sprejeta decemberska ustava, ki zagotovi večjo svobodo in enakopravnost narodnosti
- 1898 – Pierre in Marie Curie odkrijeta radij
- 1913 – v časopisu New York World izide prva znana križanka avtorja Arthurja Wynna
- 1937 – premiera Disneyeve celovečerne risanke Sneguljčica in sedem palčkov
- 1941:
  - japonske enote se izkrcajo v zalivu Lingayen
  - ustanovitev 1. proletarske brigade
- 1951 – domača premiera filmske klasike "Kekec" v ljubljanskem kinu Union
- 1957 – konec državljanske vojne v Indoneziji
- 1972 – Zvezna republika Nemčija in Nemška demokratična republika podpišeta sporazum o normalizaciji medsebojnih odnosov
- 1974 – v Kostanjevici na Krki odprta Galerija Božidar Jakac
- 2007 – Slovenija skupaj s še osmimi državami začne izvajati Schengenski sporazum, s čimer je odpravljen obmejni nadzor na kopenskih mejah z Italijo, Avstrijo in Madžarsko

## Rojstva
- 1118 – Tomaž Becket, canterburyjski nadškof, mučenec in svetnik († 1170)
- 1401 – Masaccio, italijanski slikar († 1428)
- 1496  - Elizabeta Korvin, ogrska princesa († 1508)
- 1773 – Robert Brown, škotski botanik, biolog († 1858)
- 1795 – Leopold von Ranke, nemški zgodovinar († 1886)
- 1803 – sir Joseph Whitworth, angleški inženir († 1887)
- 1805 – Thomas Graham, škotski kemik († 1869)
- 1836 – Milij Aleksejevič Balakirjev, ruski skladatelj, dirigent, pianist († 1910)
- 1873 –
  - Josip Ipavec, slovenski zdravnik, skladatelj († 1921)
  - Blagoje Bersa, hrvaški skladatelj in pedagog († 1934)
- 1878 – Jan Łukasiewicz, poljski logik, matematik, filozof († 1956)
- 1885 – Erich Friderici, nemški general († 1964)
- 1896 – Konstantin Konstantinovič Rokosovski, poljsko-ruski maršal († 1968)
- 1917 – Heinrich Böll, nemški pisatelj, nobelovec 1972 († 1985)
- 1918 – Kurt Waldheim, avstrijski politik, diplomat († 2007)
- 1935 – Lorenzo Bandini, italijanski avtomobilistični dirkač († 1967)
- 1937 – Jane Fonda, ameriška filmska in televizijska igralka, politična aktivistka
- 1940 – Frank Zappa, ameriški skladatelj, kitarist († 1993)
- 1947 – Paco de Lucía, španski kitarist († 2014)
- 1954 – Chris Evert, ameriška tenisačica
- 1959 – Florence Griffith-Joyner, ameriška atletinja († 1998)
- 1970 – Stefan Lövgren, švedski rokometaš
- 1975 – 
  - Charles Michel, belgijski politik in predsednik Evropskega sveta
  - Uroš Urbanija, slovenski novinar in slovenist
- 1973 – Karmen Stavec, slovenska pevka zabavne glasbe

## Smrti
- 1001 – Hugo Veliki, mejni grof Toskane (* 945)
- 1121 – Ulrik Eppenštajnski, oglejski patriarh
- 1259 – Hedvika Anhaltska, vojvodinja žena Šlezije in Legnice (* ni znano)
- 1282 – Jon Raude, norveški nadškof
- 1308 – Henrik I., deželni grof Hessena (* 1244)
- 1362 – Konstantin V., kralj Kilikijske Armenije (* 1313)
- 1375 – Giovanni Boccaccio, italijanski pesnik, pisatelj, humanist (* 1313)
- 1807 – John Newton, angleški pesnik (* 1725)
- 1824 – James Parkinson, angleški zdravnik, geolog, paleontolog (* 1755)
- 1912 – Paul Albert Gordan, nemški matematik (* 1837)
- 1928 – Luigi Cadorna, italijanski general (* 1850)
- 1933 – Knud Rasmussen, danski (grenlandski) polarni raziskovalec (* 1879)
- 1940 – Francis Scott Key Fitzgerald, ameriški pisatelj (* 1896)
- 1958 – Lion Feuchtwanger, nemško-judovski pisatelj, dramatik (* 1884)
- 1970 – Elyesa Bazna - Cicero, albanski vohun (* 1904)
- 1982 – Tomaž Hostnik - član skupine Laibach (* 1961)
- 1988 – Curt Paul Richter, ameriški biolog (* 1894)
- 2006 – Saparmurat Nijazov - Turkmenbaši, turkmenski predsednik (* 1940)
- 2020 – Sabina Jelenc Krašovec - slovenska andragoginja (*1968)